# Musée minéralogique de l'Abitibi-Témiscamingue
Le musée minéralogique de l’Abitibi-Témiscamingue, fondé en 1972, est situé à Malartic, une ville minière de l’Abitibi-Témiscamingue.
Il est créé par un groupe de mineurs volontaires avec la collaboration des organismes locaux, et occupe d'abord une petite église désaffectée. Un nouvel édifice est inauguré en 1979, avec l'aide du ministère des Affaires culturelles du Québec.
Ce nouveau musée régional des mines de Malartic possède une collection d'objets divers (lampes au carbure, pesées, instruments de forage, vêtements de mineur, etc.) ainsi que des objets d'art. À partir de 1984, le musée se consacre exclusivement au secteur minier. En 1995, à la suite de l'ouverture de la Cité de l'or à Val-d'Or, le musée se concentre vers la minéralogie.
Le musée présente quatre salles d'exposition permanentes ainsi qu'une salle d'exposition temporaire. Les expositions présentent le domaine minier ainsi que des collections de pierres régionales et internationales. Le musée propose des trousses éducatives sous forme de valises et de coffrets permettant aux enfants d'âge préscolaire et primaire de découvrir les minéraux et leurs propriétés,.
Il propose également des visites du site de la mine à ciel ouvert Canadian Malartic.
En 2017, le musée renouvelle son exposition permanente Le cycle minier, les mines et l'environnement. Il reçoit plus de 11 000 visiteurs par année.

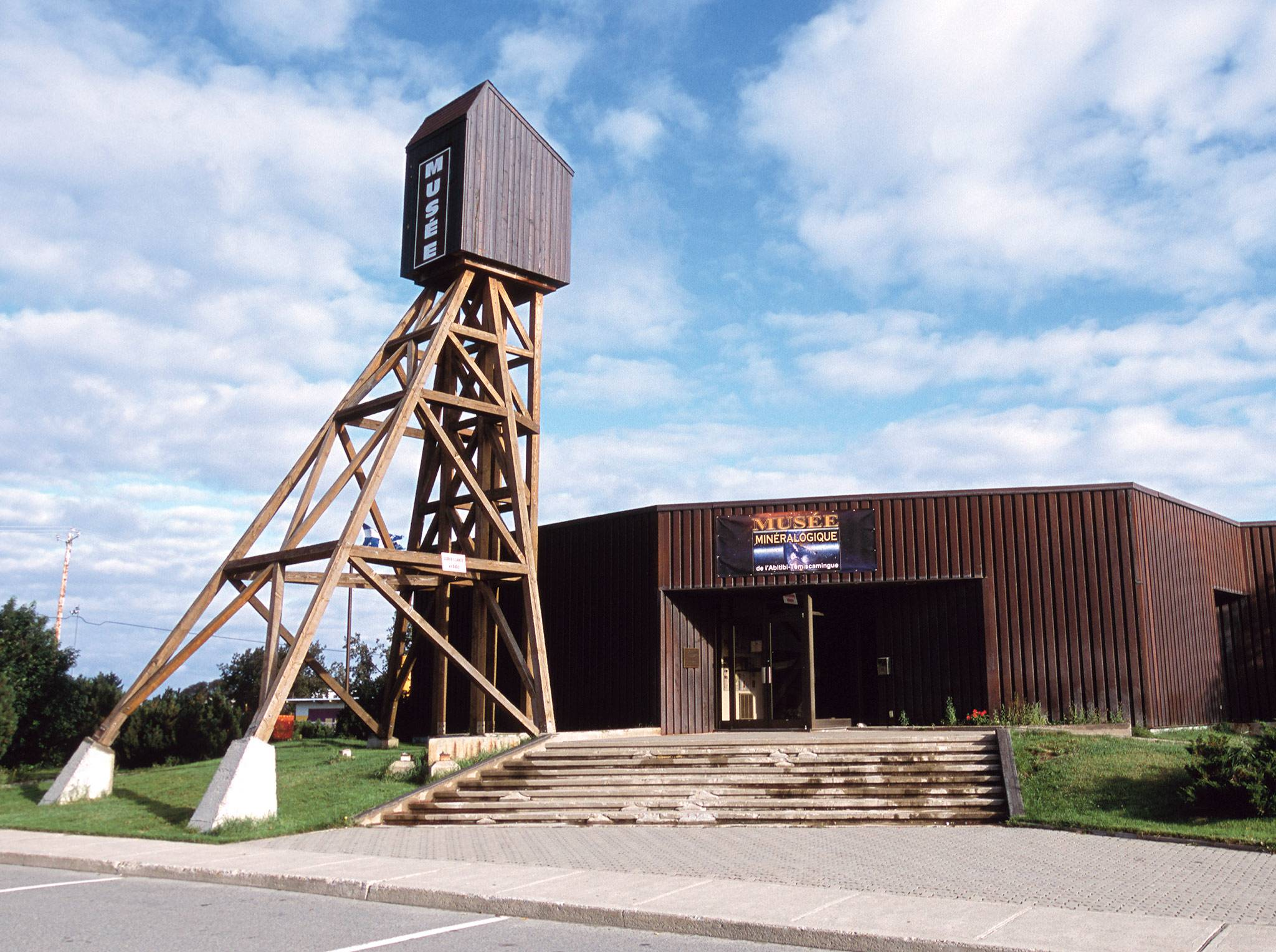
Vue extérieure du Musée minéralogique de Malartic